# Engenho Central de Quissamã
O Engenho Central de Quissamã foi o primeiro da América do Sul que centralizou em uma única planta industrial a produção de açúcar e aguardente utilizando a cana-de-açúcar proveniente de várias fazendas de diferentes proprietários.
Atualmente encontra-se abandonado, embora com grau de conservação insatisfatório. As locomotivas centenárias utilizadas para transporte de passageiros e cana-de-açúcar ainda se encontram no pátio, sem preservação e se deteriorando expostas a ação do tempo.

## História

### Engenhos das fazendas
Inicialmente, os engenhos eram movidos a tração humana, tração animal (trapiches) ou moinhos d´água. A produção  artesanal gerava vários tipos de açúcar com qualidades variáveis, e a linha de produtos podia incluir também aguardente, melado e rapadura. Por volta de 1850, há uma grande concentração econômica com a implantação de engenhos com máquinas a vapor que são muito mais eficientes do que todos os outros. Os  proprietários de terra desativaram seus engenhos e passaram a vender a cana-de-açúcar para o Cia Engenho Central de Quissamã que levantou um financiamento se  para se instalar e adquirir os equipamentos mais modernos. Em 1865, em Quissamã, só há engenhos com máquinas a vapor cujos donos eram os grandes proprietários
Após 1850, a produção de açúcar do norte fluminense, mesmo com preços estáveis, cresceu em média 3,62% ao ano e atingiu o seu máximo (no século XIX) no ano de 1872. A capacidade produtiva dos engenhos com máquinas a vapor atingiu então seu limite máximo havendo necessidade de aumentar a produção com eficiência, o que só seria possível com a concentração e especialização em plantas produtivas maiores. A Revolução Industrial já tinha criado as soluções tecnológicas necessárias, seja com equipamentos maiores e mais eficientes, seja com o uso de ferrovias capazes de levar a cana-de-açúcar da plantação até a unidade de processamento e o açúcar produzido até o mercado consumidor.

### Concepção e financiamento estatal
Existiam dois modelos de produção a serem adotados: o engenho central e a usina de açúcar. Um engenho central era uma planta industrial moderna que recebia cana-de-açúcar de diversos plantadores independentes e produzia açúcar e, às vezes, aguardente. Operava como uma cooperativa, mas com caráter semi-oficial, pois era obrigada a processar a cana de terceiros. Já uma usina processava a cana-de-açúcar de apenas um plantador, que podia escolher ou não processar a cana-de-açúcar de terceiros.
O próprio governo imperial percebeu a importância da modernização da produção de açúcar e criou linhas de subsídio ao crédito para construção de engenhos centrais. Uma das formas de subsídio foi que o governo garantia que os juros dos empréstimos tomados para construção de engenhos centrais não fossem superiores a um determinado valor. A construção de usinas não recebeu subsídios ao crédito. Alguns requisitos para concessão do crédito inibiam, mas não proibiam, que os engenhos utilizassem mão-de-obra escrava.
Diversos proprietários de engenhos, individualmente ou em grupos, passaram então a pensar em erguer usinas ou engenhos centrais.
O projeto empresarial do Engenho Central de Quissamã foi baseado no famoso Relatório de Burton sobre os engenhos centrais da Martinica, documento traduzido e estudado por João José Carneiro da Silva, o barão de Monte Cedro. Este documento convenceu um grupo de pessoas que eram filhos, genros e netos do 1º Barão e Visconde de Araruama a fundar o primeiro Engenho Central de açúcar da América Latina e a desativar os engenhos obsoletos das fazendas.

### Fundadores

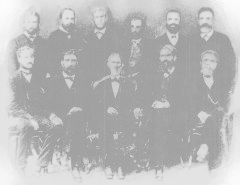
Fundadores do Engenho Central de Quissamã
Em pé, esquerda para direita: José Manuel Carneiro da Silva; Manuel Carneiro da Silva, João de Almeida Pereira Filho, Eusébio de Queirós Matoso Ribeiro; João José Carneiro da Silva e Bento Carneiro da Silva.
Sentados, na mesma ordem: Manuel de Queirós Matoso Ribeiro, José Ribeiro de Castro Sobrinho, Julião Ribeiro de Castro, João Caetano Carneiro da Silva e Inácio Francisco Silveira da Mota.

Os principais fundadores do Engenho Central de Quissamã foram:
- José Manuel Carneiro da Silva, filho de Bento Carneiro da Silva, abaixo citado, e neto do 1º barão e visconde de Araruama;
- Manuel Carneiro da Silva, 2º barão e visconde de Ururaí, genro do duque de Caxias e filho do 1º barão e visconde de Araruama;
- Conselheiro João de Almeida Pereira Filho, genro do 1º barão e visconde de Araruama;
- Eusébio de Queirós Matoso Ribeiro, filho do conselheiro Eusébio de Queirós e genro do 1º barão e visconde de Araruama;
- João José Carneiro da Silva, barão de Monte Cedro, filho do 1º barão e visconde de Araruama;
- Bento Carneiro da Silva, 2º barão, 2º visconde e conde de Araruama,  filho do 1º barão e visconde de Araruama;
- Manuel de Queirós Matoso Ribeiro, também filho do conselheiro Eusébio de Queirós e genro de Manuel Carneiro da Silva, acima citado;[2]
- José Ribeiro de Castro Sobrinho, sobrinho-neto do 1º barão e visconde de Araruama;[3]
- Comendador Julião Ribeiro de Castro, genro e cunhado do 1º barão e visconde de Araruama;
- João Caetano Carneiro da Silva, barão e visconde de Quissamã, filho do 1º barão e visconde de Araruama;
- Inácio Francisco Silveira da Mota, barão de Vila Franca, genro do 1º barão e visconde de Araruama.[2]

Os sócios-fundadores obtiveram a aprovação dos estatutos de uma sociedade anônima pelo decreto nº 6.033 de 6 de novembro de 1875, assinado por D. Pedro II e referendado pelo conselheiro Tomás José Coelho de Almeida, Ministro da Agricultura, Comércio e Obras Públicas, nascido em Campos dos Goytacazes e aparentado das grandes famílias da região de Quissamã. O capital social inicial foi de 700 contos de réis.

### Inauguração
O Engenho Central de Quissamã foi inaugurado em 12 de Setembro de 1877 com a primeira moagem acompanhada pelo imperador Dom Pedro II e pela imperatriz Teresa Cristina.
O primeiro presidente do Engenho Central de Quissamã foi Bento Carneiro da Silva, o futuro conde de Araruama, o qual foi sucedido por seu irmão Manuel Carneiro da Silva, visconde de Ururaí, que dirigiu a empresa por 26 anos.
Os primeiros diretores foram o tenente-coronel João Caetano Carneiro da Silva (futuro barão e visconde de Quissamã), José Ribeiro de Castro Sobrinho e Francisco Pereira do Nascimento. Os primeiros fiscais (da administração) foram o comendador José Ribeiro de Castro e Manuel Antônio Ribeiro de Castro.

### Operação

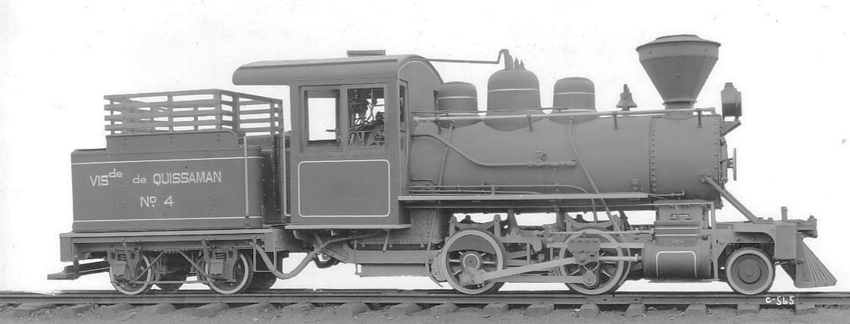
Locomotiva nº 4 "Visconde de Quissaman" em operação

Ainda havia obras a serem feitas depois da inauguração. Um decreto imperial de 26 de outubro de 1878 permitiu o aumento do capital social da companhia para 1.700 contos de réis a fim de que pudesse ser feita a ampliação da fábrica e sua ligação por meio de via férrea agrícola com a Estrada de Ferro Macaé e Campos. Os sócios-fundadores pretendiam, inicialmente, lançar ações para capitalizar a empresa, entretanto preferiram  obter empréstimos por meio de títulos de obrigações, os quais foram pontualmente resgatados com os lucros do negócio. Esta operação de crédito foi subsidiada pelo governo imperial que garantiu que os juros não fossem superiores a 7% ao ano para a parte referente ao aumento de capital realizado (1000 contos de réis).
A partir do final do século XIX, a produção de açúcar de beterraba prosperou na Europa e passou a concorrer com a dos países tropicais, abalando a economia da região Norte Fluminenes. A Cia. do Engenho Central apresentava déficits e a não distribuía dividendos. O Governo Estadual, com o propósito de garantir o recebimento de empréstimos, obrigou que sua administração fosse fiscalizada por engenheiros das estradas de ferro, neste caso, da Leopoldina Railway. O mesmo ocorreu com vários outros engenhoscentrais nesta época.
De qualque modo, o modelo cooperativo do Engenho Central de Quissamã funcionou bem até o ano de 1920, quando em sua administração encontrava se João Gomes do Espirito Santo, a Primeira Guerra Mundial e a prosperidade do pós-guerra elevaram os preços internacionais do açúcar, o que favoreceu a região.  Entretanto,  a crise econômica mundial de 1929 afetou profundamente os plantadores, arrendatários e a própria Cia. do Engenho Central de Quissamã. Os proprietários, descendentes dos sócio-fundadores, tomaram empréstimos com o também sócio José Ribeiro de Castro Sobrinho, que tinha tido sucesso com seus negócios de comércio ao fundar a firma "Ribeiro e Filhos". Quando não puderam pagar as dívidas, os proprietários venderam ou entregaram suas cotas para José Ribeiro de Castro Sobrinho, tornando-se assim meros arrendatários de terras de cultivo para o Engenho Central de Quissamã, ficando a cargo de João Gomes a administração de produção e comercialização dos produtos até meados de 1943, quando o mercado de açucar mais uma vez foi prejudicado pela guerra.
O empreendimento passou a ter características de uma usina e comprou várias extensões de terra para cultivo próprio de cana-de-açúcar. Assim foram adquiridas as centenárias fazendas Quissamã, Mandiqüera e Machadinha. Os luxuosos solares das fazendas construídos na época de apogeu dos engenhos, por não terem uso para a Cia. do Engenho Central de de Quissamã, foram abandonados e entraram em processo de arruinamento, ou foram demolidas como a fazenda Monte Cedro.

### Decadência e fim
A medida que o Brasil se industrializava, as usinas de açúcar do estado de São Paulo compravam equipamentos modernos das indústrias nascentes. Assim o estado de São Paulo superou o norte fluminense e depois tornou-se a região brasileira de maior produção de açúcar e álcool.
O Engenho Central de Quissamã não recebeu investimentos significativos para modernização durante o século XX. Quando foi desativado, em 2003, ainda utilizava uma máquina a vapor do século XIX, uma raridade tecnológica, que era a mais antiga em operação no mundo.
Também nunca houve preocupação com danos ao meio-ambiente, o que era comum entre os empresários da época. Durante mais de 100 anos, cargas poluidoras líquidas foram lançadas no canal Campos-Macaé e, portanto, levadas para a região do atual Parque Nacional da Restinga de Jurubatiba.
Em 1967, o Instituto do Açúcar e do Álcool obrigou a desativação de usinas de açúcar com pouca capacidade de produção. Mais da metade das usinas então existentes são fechadas no estado do Rio de Janeiro. Apesar de ter mudado pouco desde a sua inauguração, o Engenho Central de Quissamã é um dos puderam permanecer em operação, mesmo assim não consegue acompanhar o ritmo de modernização do setor açucareiro.
Seus últimos proprietários foram Joaquim Bento e Edilberto Ribeiro de Castro, descendentes de alguns dos sócios-fundadores. Em janeiro de 2003, o grupo Empresas JP, pertencente ao empresário pernambucano José Pessoa, arrendou 8 mil hectares de terra do Engenho Central de Quissamã para o plantio de cana. Entretanto, apesar de várias promessas de reabertura, a usina está fechada até hoje.E neste ano de 2011 está sendo toda desmontada.

## Conseqüências sócio-econômicas

### Surgimento dos Engenhos Centrais e Usinas
O Engenho Central de Quissamã não foi exatamente inovador em tecnologia ou pioneiro, mas apenas o primeiro e o maior empreendimento de um processo de modernização da indústria açucareira que era necessário naquele momento histórico-econômico.
No ano seguinte ao início de funcionamento do Engenho Central de Quissamã, foram inaugurados outros três engenhos centrais no Brasil, todos, entretanto, com capacidade de produção muito inferiores a de Quissamã (Morretes no Paraná, Porto Feliz em São Paulo e Barcelos no Rio de Janeiro). Com o mesmo modelo cooperativo do Engenho Central de Quissamã, foram fundados no norte fluminense, o Engenho Central de Barcelos em São João da Barra (1878) e o Engenho Central da Pureza em São Fidélis (1885).
Na mesma época, seguindo o impulso modernizador, aqueles que tinham capital suficiente construíram usinas para uso próprio. A primeira usina instalada no Brasil foi a Usina do Limão, em Campos dos Goytacazes, em 1879. O próprio Julião Ribeiro de Castro, um dos fundadores do Engenho Central de Quissamã, fundou uma usina na sua fazenda Queimado em Campos dos Goytacazes, em 1880.

### Concentração econômica
O Engenho Central dominou a economia de Quissamã do fim do século XIX até o final do século XX, quando  passou a ser conhecido pela população local apenas como "o engenho" ou "a usina".
A sua implantação fortaleceu a concentração econômica da região. Neste processe, desapareceu a antiga classe dos senhores de engenho, cujo poder econômico e político foi assumido pelos usineiros, típicos empresários industriais. Usineiros e plantadores ou arrendatários tinham interesses conflitantes. Quando comprava terras de cultivo para assegurar o fornecimento de matéria prima, o Engenho Central transformava uma parte dos descendentes dos senhores de engenho em administradores da usina ou das propriedades compradas; os outros quando não se mudavam-se para as grandes cidades. Assim, com o surgimento do Engenho Central, eliminou-se a antiga classe dos senhores de engenho que transformou-se em plantadores e arrendatários.
Ao longo deste período, surge uma estrutura social bem marcada dividida em:
- usineiros, donos do capital industrial e com forte influência política;
- fornecedores de cana-de-açúcar - parceiros ou arrendatários - que podiam ser grandes ou médios proprietários de terras, mas sempre economicamente dependentes dos usineiros;
- pequenos proprietários, produtores de cana-de-açúcar ou não, que necessitar também trabalhar para outras empresas agrícolas ou em outros setores de econômicos;
- trabalhadores permanentes, na sua maior parte empregados do Engenho Central;
- trabalhadores temporários por safra ou não registrados de outras empresas agrícolas.

### Crise do fechamento da "Usina"
Como o grande empregador da região, o Engenho Central foi o suporte da economia local por mais de um século. Apesar disto, seu fechamento não causou uma grande crise econômica regional porque os municípios de Quissamã e Carapebus passaram, nesta época, a receber royalties do petróleo explorado na Bacia de Campos.

### Marcas na paisagem urbana
Perto do Engenho Central, havia sido construída uma vila operária para os seus funcionários. Com o tempo, esta tornou-se um verdadeiro bairro cujas casas ainda são habitadas por ex-trabalhadores do Engenho Central de Quissamã ou por seus familiares. Ela é conhecida como Vila Operária do Carmo, embora muitos se refiram ao local apenas como "Engenho".

## Instalações originais
O Engenho Central foi construído a cerca de 2,5 km da Freguesia de Quissamã e próximo ao canal Campos-Macaé. O projeto e a construção ficaram a cargo da empresa francesa Compagnie de Fives-Lille pour Constructions Mécaniques et Entreprises. Todo maquinário, o mais moderno da época, era importado.
A planta industrial destacava-se na paisagem plana da região com sua chaminé de 50m de altura e um edifício principal com 3 planos (andares). O 1º plano do edifício principal possuía 12 máquinas a vapor de sistema horizontal; dois jogos de moendas; dois desfibradores Feure com capacidade para 500 toneladas por dia; 20 turbinas de ação indireta; cristalizadores dos produtos; dissolvedor da massa cristalizada; prensa de espuma; depósito de açúcar; área de ensacamento, balanças de pesagem, geradores a fogo interior e outros equipamentos. No 2º plano ficavam o aparelho evaporador; 3 caldeiras para cozinhar no vácuo com capacidade, cada uma, para 7.500 quilos de açúcar; 3 eleinadores; 12 caldeiras de defecação; depósito de cal e coadores. Ainda no edifício principal, havia uma destilaria com aparelho savalle com capacidade de produção diária de 200 pipas (algo entre 82740 e 98500 litros) de aguardente a 21 graus Beaumé (cerca de 21%).
A capacidade de produção original era de 200.000 arrobas (2.300 ton) de açúcar por safra.
Ao lado do edifício principal, havia instalações de apoio como oficina mecânica, fábrica de gás e gasômetro, balanças de pesagem e armazéns.
Uma linha de ferro agrícola de 35 km ligava a planta com a Estrada de Ferro Macaé e Campos na atual localidade de Conde de Araruama e com a freguesia de Quissamã. Utilizavam-se 3 locomotivas, 3 carros para passageiros e 60 vagões de carga. Apesar disto, os carros de boi não foram aposentados e continuaram, até a década de 1950, a serem utilizados para transportar cana-de-açúcar das plantações até o Engenho Central. Nesta época, passaram a ser utilizados tratores e deixou-se de utilizar o ramal ferroviário e os carros de boi.
Uma linhas telefônica interligava as estações para permitir o controle de tráfego ferroviário, assim como com algumas fazendas e com a freguesia de Quissamã. Algumas destas linhas telefônicas foram utilizadas até os anos 1960.
As instalações eram iluminadas com lâmpadas elétricas em uma época em que nem a capital imperial tinha esta inovação nas residências.
Na entrada da planta, havia um pequeno torreão com relógio. Ainda existe o pórtico principal encimado pela inscrição “Dolce Laboris Prœmium”.
Como os equipamentos eram tecnologicamente muito avançados e desconhecidos pela mão-de-obra local, o Engenho Central começou a operar com direção técnica de vários engenheiros e mestres franceses. Apesar de ser uma usina modelo, é provável que tenha sido operada utilizando parcialmente mão-de-obra escrava.

## Como chegar
Pode-se encontrá-lo pela RJ-196, depois de cruzar o canal Campos-Macaé. As chaminés são ainda bem marcantes na paisagem.
Coordenadas: 22°06.975'S 41°29.620'O)